# Piroxferroïta
La piroxferroïta és un mineral de la classe dels silicats. Va rebre el seu nom l'any 1970 per la seva relació amb la piroxmangita com a mineral ric en ferro.

## Característiques
La piroxferroïta és un inosilicat de fórmula química (Fe,Mn,Ca)SiO₃. Cristal·litza en el sistema triclínic. La seva duresa a l'escala de Mohs es troba entre 4,5 i 5,5. És isostructural amb la piroxmangita, amb la qual forma una sèrie de solució sòlida.
Segons la classificació de Nickel-Strunz, la piroxferroïta pertany a «09.DO - Inosilicats amb 7-, 8-, 10-, 12- and 14-cadenes periòdiques» juntament amb els següents minerals: piroxmangita, pel·lyïta, nordita-(Ce), nordita-(La), ferronordita-(Ce), manganonordita-(Ce), ferronordita-(La), alamosita i liebauïta.

## Formació i jaciments
Va ser descoberta l'any 1970 al Mar de la Tranquil·litat, a La Lluna, on sol trobar-se associada a altres clinopiroxens, així com a plagioclasa, ilmenita, cristobalita, tridimita, faialita, fluorapatita i feldespat.